# Lista parcurilor naționale din Republica Moldova
În Republica Moldova, parcurile naționale sunt arii protejate, care reprezintă spații naturale reprezentative cu diverse peisaje geografice, obiecte și complexe naturale și cultural-istorice, specii floristice și faunistice autohtone, destinate utilizării în scop științific, recreativ, economic, cultural, turistic, instructiv, educativ etc. Sunt catalogate două parcuri naționale, conform Legii nr. 1538 din 25.02.1998 privind fondul ariilor naturale protejate de stat.
| Denumire       | Înființare | Raion                                                                       | Amplasare | Suprafață    | Coordonate                                       | Imagine        |
| -------------- | ---------- | --------------------------------------------------------------------------- | --- | ------------ | ------------------------------------------------ | -------------- |
| Orhei          | 2013       | raioanele Orhei, Strășeni, Călărași, Criuleni                               | ocolurile silvice Ivancea, Seliște, Vatici, Teleșeu, Bravicea; comunele (satele) Morozeni, Ghetlova, Puțintei, Neculăieuca, Vatici, Donici, Teleșeu, Seliște, Peresecina, Ivancea, Pohorniceni, Trebujeni din raionul Orhei; comuna Codreanca și satele Țigănești, Romănești din raionul Strășeni; comuna Săseni și satul Bravicea din raionul Călărași; satul Mașcăuți din raionul Criuleni                                                                       | 33.792,09 ha | 47°18′00″N 28°58′00″E / 47.3°N 28.966666666667°E | vezi mai multe |
| Nistrul de Jos | 2022       | raioanele Căușeni și Ștefan Vodă, Unitatea teritorială din stânga Nistrului | Întreprinderea pentru silvicultură Tighina: ocolurile silvice Talmaza, Olănești, Căușeni; satele Chițcani, Merenești, Zahorna, Cîrnățeni, Copanca, Cremenciug, Grădinița, Leuntea, Valea Verde, Plop-Știubei din raionul Căușeni; satele Cioburciu, Crocmaz, Olănești, Palanca, Purcari, Viișoara, Răscăieți, Răscăieții Noi, Talmaza, Tudora din raionul Ștefan Vodă; satele Cioburciu, Corotna, Hlinaia, Nezavertailovca din raionul Slobozia (Stânga Nistrului) | 61.883,99 ha | 46°35′56″N 29°45′21″E / 46.598816°N 29.75584°E   | vezi mai multe |